# 非洲裔圭亚那人
非洲裔圭亚那人（英語：Afro-Guyanese）一般是大西洋奴隶贸易时期被带到圭亚那、在甘蔗种植园工作的西非奴隶的后代。他们来自多种背景，但由于当时严酷的条件限制了他们保留各自文化传统的能力，许多人逐渐接受了基督教和英国殖民者的价值观。2012年，非洲裔圭亚那人占圭亚那总人口的29.3%。